# Сарыево (посёлок)
Сарыево — посёлок станции в Вязниковском районе Владимирской области России, входит в состав Сарыевского сельского поселения.

## География
Посёлок расположен в 4 км на северо-запад от центра поселения села Сарыево и в 30 км на запад от райцентра города Вязники, железнодорожная станция Сарыево на линии Владимир — Нижний Новгород.

## История
Возник в конце XIX века как посёлок при железнодорожной станции, входил в состав Сарыевской волости Вязниковского уезда. В 1905 году в посёлке числилась дача купца Шерупенкова и лесная контора при станции Сарыево.
С 1929 года посёлок входил в состав Сарыевского сельсовета. В 1939 году в посёлке была открыта начальная школа. С 2005 года посёлок в составе Сарыевского сельского поселения.

## Население
| 1905 | 1926 | 2002 | 2010 | 2021 |
| ---- | ---- | ---- | ---- | ---- |
| 30   | ↗153 | ↗700 | ↘641 | ↘601 |

## Инфраструктура
В посёлке находятся Сарыевская начальная общеобразовательная школа № 2, отделение временного проживания граждан пожилого возраста и инвалидов, отделение федеральной почтовой связи